# Tumba (Botkyrka)
Tumba est une localité de Suède, chef-lieu de la commune de Botkyrka et en partie sur celle de Salem, dans la banlieue sud de Stockholm. Elle est peuplée d'environ 35 000 habitants.

## Personnalités liées à la commune
- le groupe de Death metal mélodique de renommée internationale Amon Amarth

- le joueur de hockey sur glace Sven Tumba (1931-2011) a pris son nom de Tumba, où il avait grandi.

## Voir aussi

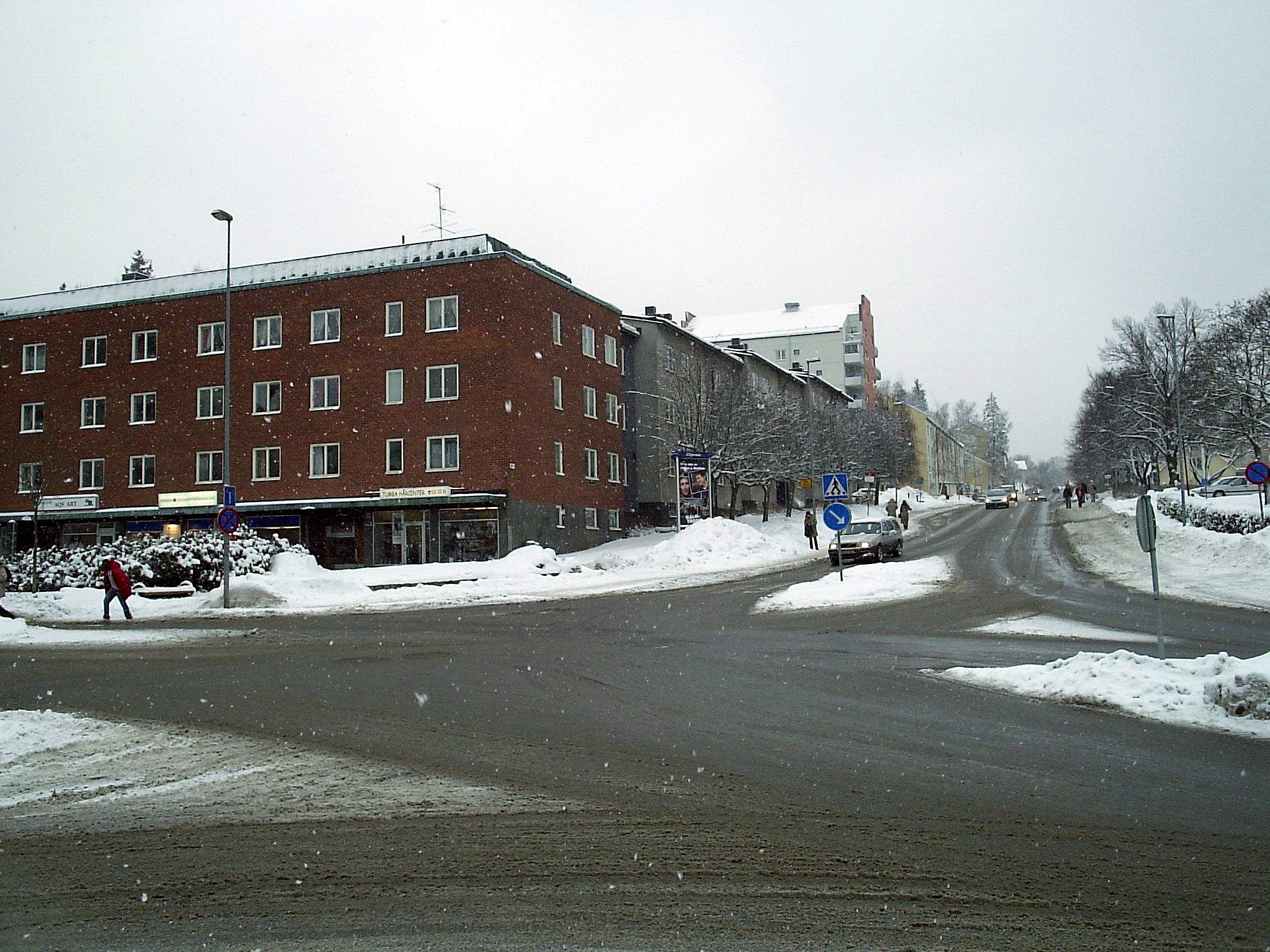
Centre-ville de Tumba et siège d'Alfa Laval